# Carlos Ariel López Chimino
Carlos Ariel López Chimino (San Juan, 13 de Março de 1977) é um avançado de hóquei em patins argentino, que atualmente joga no SL Benfica.

## Títulos
UVT Trinidad
- Campeonato Sul Americano de Clubes: 1997
- Liga Nacional Argentina: 1995

 HC Liceu da Corunha
- Taça Intercontinental: 2003-04
- Taça Continental: 2002-03
- Liga Europeia: 2002-03
- Taça CERS: 1998-99
- Copa do Rei: 2003-04

 FC Barcelona
- Taça Intercontinental: 2005-06; 2008-09
- Taça Continental: 2004-05; 2005-06; 2006-07; 2007-08; 2008-09; 2010-11
- Liga Europeia: 2004-05; 2006-07; 2007-08; 2009-10
- Taça CERS: 2005-06
- OK Liga: 2004-05; 2005-06; 2006-07; 2007-08; 2008-09; 2009-10
- Copa do Rei: 2004-05; 2006-07; 2010-11
- Supercopa da Espanha: 2004-05; 2005-06; 2007-08; 2008-09

 SL Benfica
- Liga Europeia: 2012-13
- Campeonato Português: 2011-12; 2014-15
- Taça de Portugal: 2013-14; 2014-15
- Supertaça de Portugal: 2012-13
- Taça Continental: 2013-14
- Taça Intercontinental: 2013

 Andes Talleres (Refuerzo de competición)
Campeonato Sul Americano de Clubes: 2016
 Seleção Argentina
- Campeonato do Mundo: 1999; 2015
- Pan Americanos: 1995